# Archboldmäuse

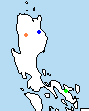
Verbreitungskarte: orange: Soricomys kalinga, blau: Soricomys musseri, grün: Archboldomys luzonensis

Die Archboldmäuse (Archboldomys) sind eine Nagetiergattung aus der Gruppe der Altweltmäuse (Murinae). Es sind kleine, spitzmausähnliche Nagetiere, sie wiegen weniger als 50 Gramm. Ihr Fell ist bräunlich, der Schwanz ist relativ kurz. Die Gattung umfasst zwei Arten, die  auf der Philippinen-Insel Luzon endemisch sind:
Die Gattung ist nach dem US-amerikanischen Zoologen Richard Archbold benannt.
Die Isarog-Archboldmaus (Archboldomys luzonensis) lebt ausschließlich im Bergregenwald am Vulkan Isarog. Der Nagetierspezialist Guy Musser beschrieb dieses Tier erstmals 1982 und benannte es nach Richard Archbold, einem 1976 verstorbenen Förderer zoologischer Expeditionen, dessen Stiftung auch Mussers Philippinen-Reise organisiert hatte. Der Holotyp war ein Tier mit einer Kopf-Rumpf-Länge von sieben Zentimetern und einem ebenso langen Schwanz. Die Oberseite ist dunkelbraun, die Unterseite dunkelgrau. Nach der Erstbeschreibung dauerte es fast zwanzig Jahre, bis die Isarog-Spitzmausratte wiedergefunden wurde. Inzwischen konnte festgestellt werden, dass sie in einer Höhe zwischen 1350 und 1750 Metern sogar relativ häufig ist. Wegen ihres extrem kleinen Verbreitungsgebiets wird sie von der IUCN dennoch als „gefährdet“ (vulnerable) eingestuft. Sie ist offensichtlich ein tagaktiver Bewohner des Waldbodens, der sich von Regenwürmern und Insekten ernährt.
Die Große Archboldmaus (Archboldomys maximus) kommt auf den oberen Hängen des Mount Amuyao im nördlichen Zentral-Luzon vor.
Systematisch gilt die Gattung Archboldomys als Teil der Chrotomys-Gruppe, einer nur auf den Philippinen lebenden Radiation der Altweltmäuse.